# São Miguel de Taipu
São Miguel de Taipu is een gemeente in de Braziliaanse deelstaat Paraíba. De gemeente telt 6.812 inwoners (schatting 2009).